# Питное (озеро, район Магжана Жумабаева)
Питное (каз. Питное) — озеро в районе Магжана Жумабаева Северо-Казахстанской области Казахстана. Находится к югу от села Полудино в урочище Камышловский лог.
По данным топографической съёмки 1940-х годов, площадь поверхности озера составляет 9,7 км². Наибольшая длина озера — 4,8 км, наибольшая ширина — 2,9 км. Длина береговой линии составляет 13 км, развитие береговой линии — 1,16. Озеро расположено на высоте 120,6 м над уровнем моря.
По данным обследования 1957 года, площадь поверхности озера составляет 11 км². Максимальная глубина — 2,32 м, объём водной массы — 20 млн. м³, общая площадь водосбора — 262 км².